# Усов, Игорь Владимирович
И́горь Влади́мирович У́сов (25 января 1928, Орёл — 2 июня 1990, Ленинград) — советский кинорежиссёр.

## Биография
Родился 25 января 1928 года в Орле.
 В 1958 году окончил режиссёрский факультет Ленинградского театрального института имени А. Н. Островского.
С 1961 года работал на «Ленфильме» — ассистентом режиссёра на картине «Горизонт», вторым режиссёром на фильмах «Седьмой спутник» (1967), Синяя птица (1976). Был сорежиссёром-постановщиком на других студиях СССР.
Член Союза кинематографистов СССР (Ленинградское отделение). 
Скончался 2 июня 1990 года в Ленинграде. Похоронен на Волковском православном кладбище.

## Фильмография

### Режиссёр
- 1964 — Хотите — верьте, хотите — нет… (совм. с С. Чаплиным)
- 1970 — Мой добрый папа
- 1972 — Табачный капитан (ТВ)
- 1972 — Звезда в ночи (совм. с А. Рахимовым)
- 1973 — А вы любили когда-нибудь?
- 1975 — Новогодние приключения Маши и Вити (при участии Г. Казанского)
- 1976 — Весёлое сновидение, или Смех и слёзы
- 1978 — Сегодня или никогда
- 1980 — Сицилианская защита
- 1981 — Ночь на четвёртом круге
- 1983 — Высокая проба (мини-сериал)

### Сценарист
- 1970 — Мой добрый папа